# Henning Orlando
Henning Albert Napoleon Orlando, född 4 augusti 1914 i Tourcoing i Frankrike, död 20 juni 2003 i Oscars församling i Stockholm, var en svensk arkitekt.

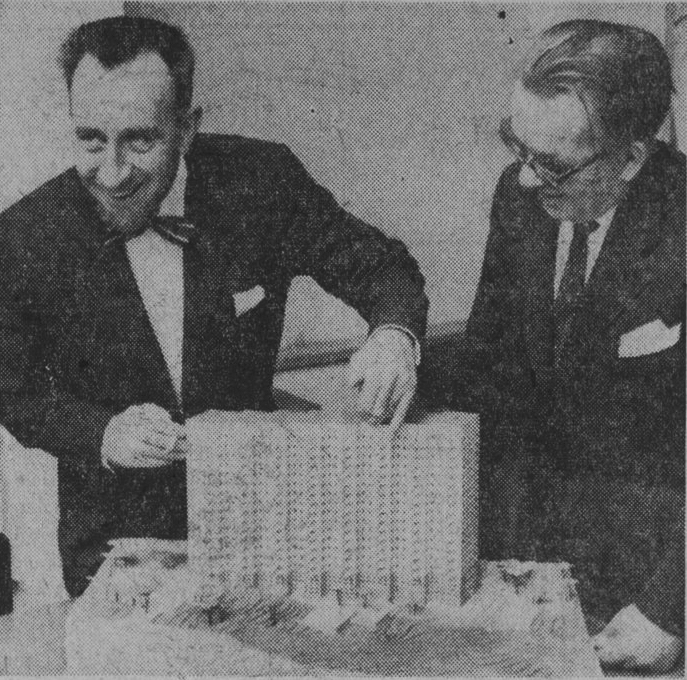
Henning Orlando och direktör Ivar Olsson vid en modell av Erlanderhuset.

Henning Orlandos föräldrar var cirkusartister. Fadern Erland Orlando var cirkusryttare och modern Adèle Orlando lindansare. Henning Orlando är namne med farbrodern cirkusdirektören Henning Orlando. Orlando undervisades av informator fram till 14 års ålder då han började i en vanlig skola i Stockholm. Orlando utbildades till arkitekt vid KTH, där han tog examen 1941. Åren 1943 till 1946 drev han egen arkitektverksamhet i Stockholm. År 1946 fick han anställning på Riksbyggen och var chef för dess arkitektkontor från 1950 till 1967. Därefter blev han chef för Byggstandardiseringen, den tjänsten hade han inne till 1979.
Till hans kända arbeten hör det så kallade “Erlanderhuset“ eller “Dragspelshuset” på Marieberg, Kungsholmen. Smeknamnen beror på dels att statsminister Tage Erlander flyttade in i huset då det var nybyggt, dels att byggnadens veckade form påminner om ett dragspel. Huset byggdes 1962 på uppdrag av Riksbyggen och blev med sina 16 våningar uppe på höjden vid Mälaren ett dominant inslag i Stockholms stadsbild.
Henning Orlando är gravsatt i minneslunden på Katarina kyrkogård i Stockholm.

## Övriga verk i urval
- Svenska riksbyggens kontorshus, Odenplan, Stockholm, 1961.
- Tegnérgatan 23–27, Stockholm, 1966.
- Kontorshus för Föreningen Folkets Hus i Kalmar, Smålandsgatan 6, 1962.
- Hotell Opalen, Skånegatan, Engelbrektsgatan, Göteborg, 1962–1964.
- Dessutom stadsplaner, bostadsområden, kontorshus och hotell.

## Bilder av några verk

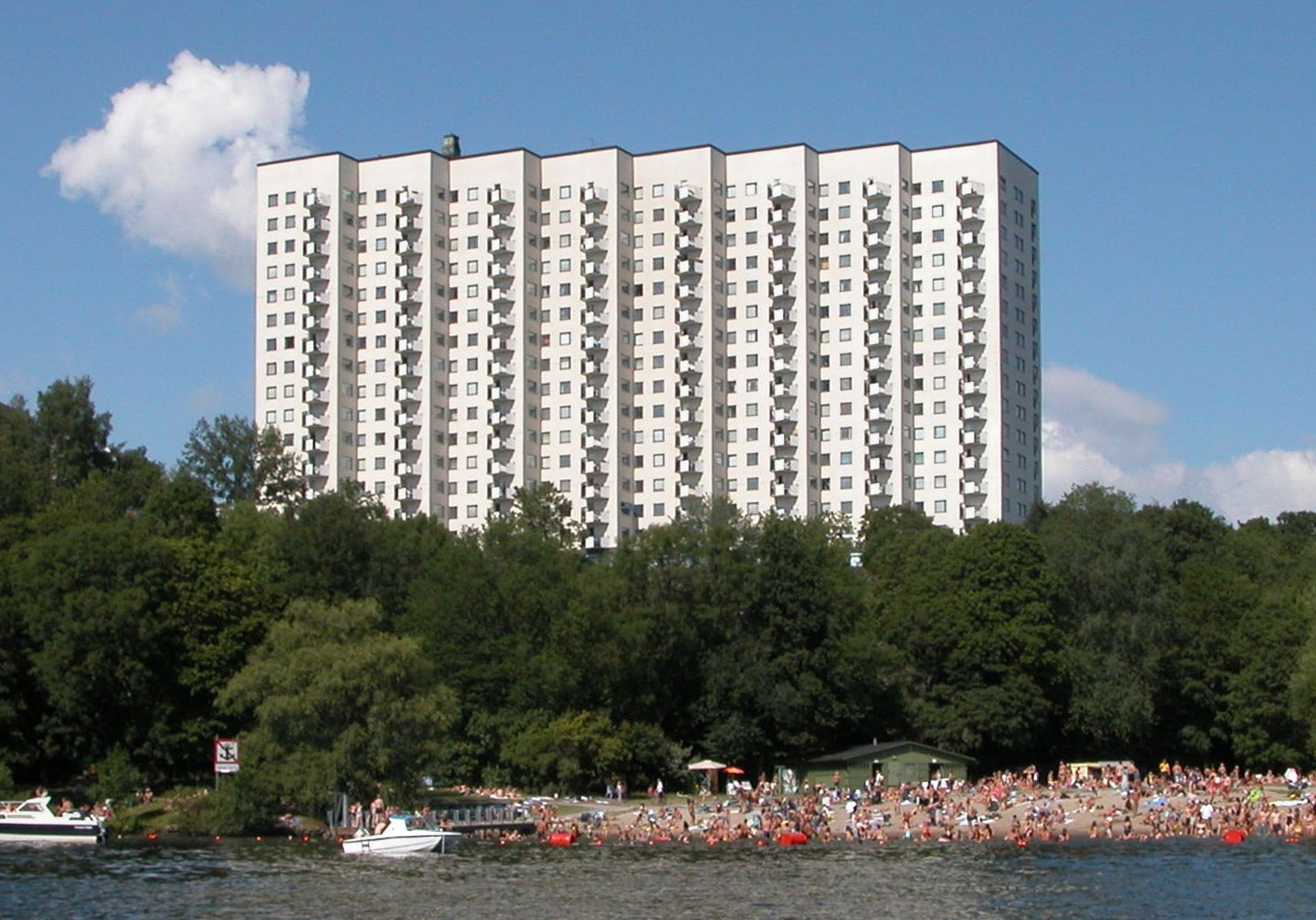
Erlanderhuset 2004 med Mälaren och Smedsuddsbadet nedanför.
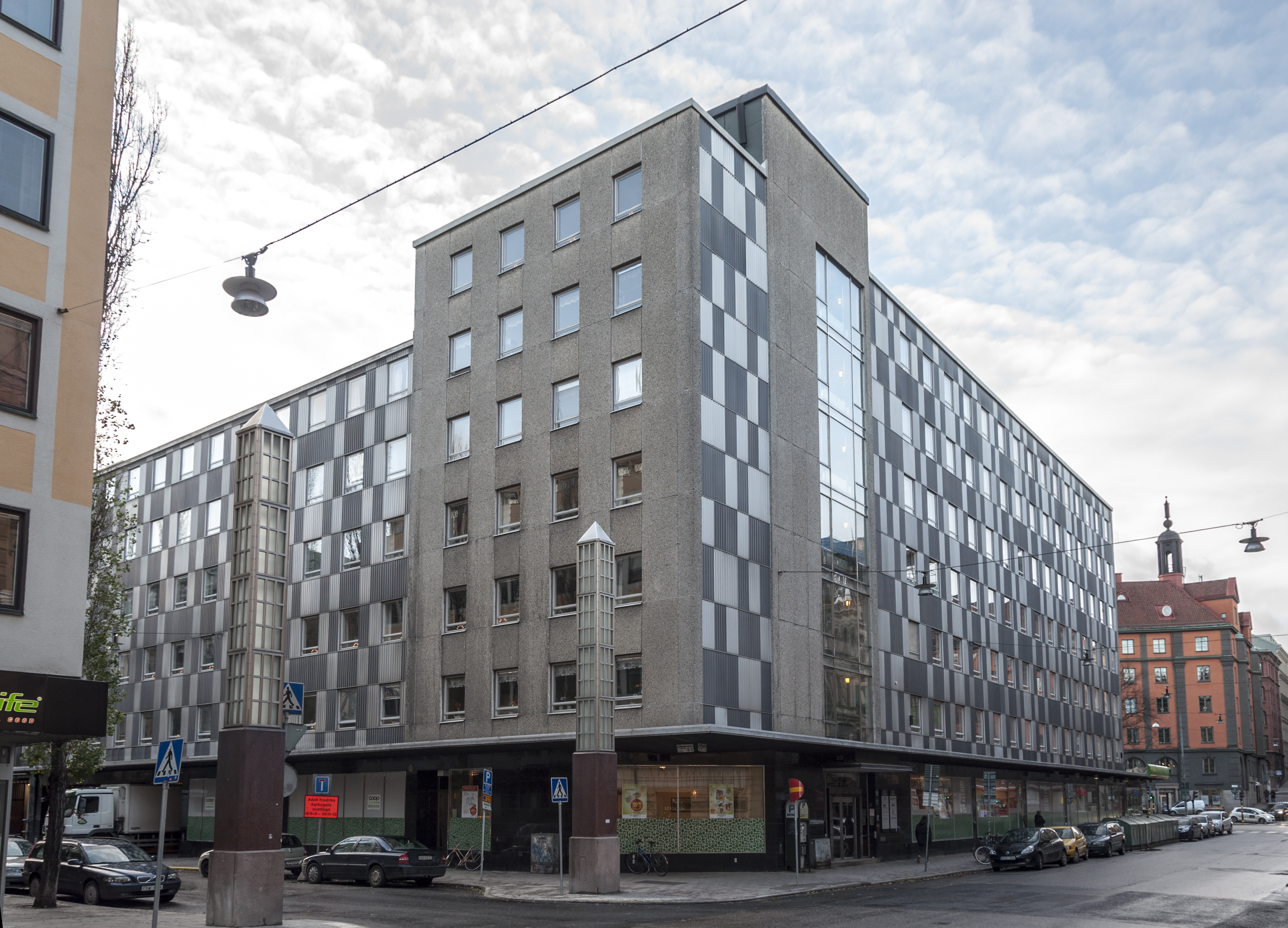
Tegnérgatan 23–27
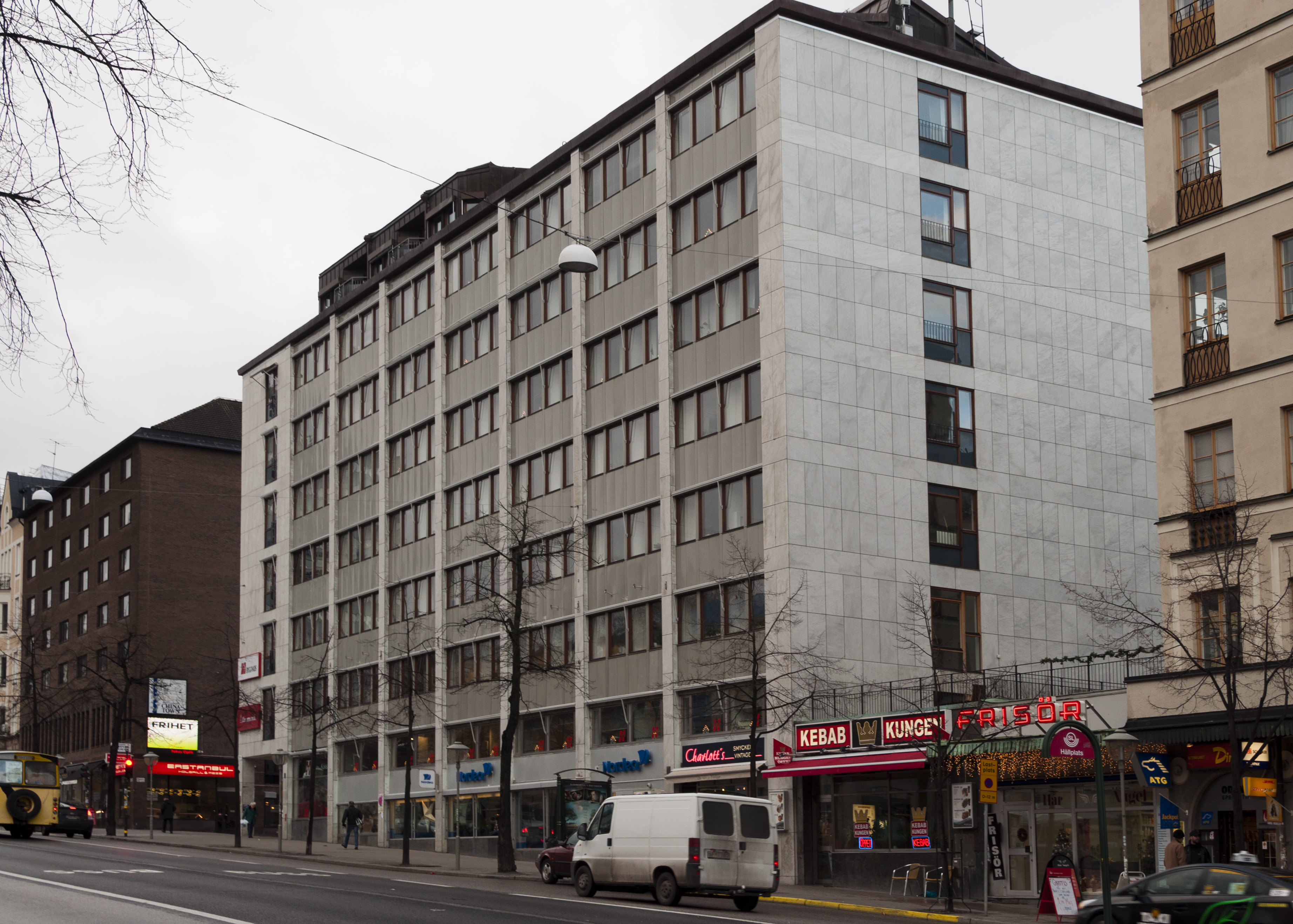
Svenska riksbyggens kontorshus
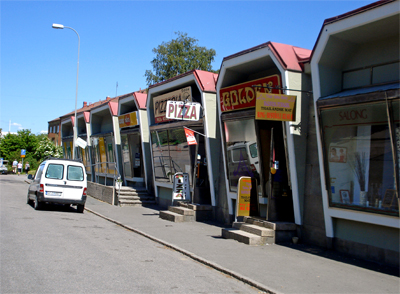
Butiker på Doktor Bex Gata i Göteborg